# Châteaufort (Alpes-de-Haute-Provence)
Châteaufort település Franciaországban, Alpes-de-Haute-Provence megyében. Lakosainak száma 25 fő (2022. január 1.). Châteaufort Clamensane, La Motte-du-Caire, Nibles, Saint-Geniez, Valavoire és Valernes községekkel határos.

## Népesség
A település népességének változása:
| Lakosok száma | 29   | 25   | 30   | 29   | 26   | 28   | 28   | 27   | 26   | 25   |
|               | 1968 | 1982 | 1990 | 2006 | 2013 | 2015 | 2017 | 2019 | 2020 | 2022 |